# Kirchheider Straße 59
Das Gebäude Kirchheider Straße 59 ist ein mit der Nummer 226 in die Denkmalliste der Stadt Bad Salzuflen im nordrhein-westfälischen Kreis Lippe in Deutschland eingetragenes Baudenkmal.
Die Eintragung erfolgte am 10. Dezember 1991; Grundlage für die Aufnahme in die Denkmalliste ist das Denkmalschutzgesetz Nordrhein-Westfalens (DSchG NRW).

## Lage
Das Fachwerkhaus steht im Bad Salzufler Ortsteil Wüsten, etwa anderthalb Kilometer südöstlich der Wüstener Ortsmitte.
Mit der Zusammenlegung von Ober- und Unterwüsten sowie der Eingemeindung Wüstens nach Bad Salzuflen und der Vergabe von (neuen) Straßennamen bekam das Grundstück nach „Oberwüsten 12“, „Wüsten 190“ und „Lemgoer Straße 59“ die Anschrift „Kirchheider Straße 59“.

## Geschichte und Beschreibung
Ein früheres an dieser Stelle gebautes Wohnhaus wurde erstmals im Landesschatzregister 1590 erwähnt. Der damalige Bewohner Henrich Prussner hatte „Ihrer Gnaden ½ Gulden Schatz“ sowie „10 Taler Pacht“ abzuzahlen.

Die Männer dieser Familie waren Zimmerleute und Landwirte, vile der heute noch vorhandenen Fachwerkhäuser wurden von ihnen gebaut.
Bei dem heutigen Gebäude handelt es sich um einen Bruchsteinbau auf rechteckigem Grundriss mit Steildach. Die ursprüngliche Dachdeckung aus Tonpfannen ist nicht mehr vorhanden. Fenster und Türöffnungen sind teilweise in Backstein-Wandungen gefasst. Der wegen der großen Hitzeausdehnung mit Lehmmörtel verstrichene Backofen ist an die rückwärtige Giebelseite gesetzt; von ihm sind nur noch Restbauteile vorhanden. Die Torbogeninschrift lautet:

„ANNO 1704 DEN 12 AUGUST HABEN TÖNS PRÜSTNER UND SEINE EHELICHE HAUSFRAU ELISABET MEIERS DIES HAUS LASSEN BAUEN DURCH UNSEREN SOHN BERND PRÜSTNER
HERR WOLLTEST DU ERHÖREN MICH WILL ICH MICH VOR DIR SCHICKEN“

## Baudenkmal
Im lippischen Raum sind nur noch wenige solcher Bauten überliefert; deshalb ist dieses technische Kulturdenkmal als selten gewordenes Beispiel einer Gattung bedeutend und aus diesem Grunde zu erhalten.